# Christine Jorgensen
Christine Jorgensen, född som George William Jorgensen Jr. den 30 maj 1926 i Bronx i New York, död 3 maj 1989 i San Clemente i Kalifornien, var en soldat i amerikanska armén. Hon skapade stora tidningsrubriker runtom i världen 1952 när hon genomgick vad man brukar hänvisa till som den första lyckade könskorrigeringen. Den allra första könskorrigeringen gjordes dock på 1930-talet på Lili Elbe. Jorgensen avled 62 år gammal i cancer. Hon gav ut en självbiografi betitlad Christine Jorgensen: A Personal Biography (1967).

## Uppväxt
Jorgensen föddes som det andra barnet till snickaren George William Jorgensen Sr, och Florens Davis Hansen och gavs namnet George William efter sin far. Jorgensen växte upp i Bronx och har beskrivit sig själv som barn som en rädd och inåtvänd liten pojke som sprang från slagsmål och hårda lekar.
Jorgensen tog sin examen från Christopher Columbus High School 1945 och skrevs strax därefter in i armén.
När hon kom ut från armén började Jorgensen studera vid Mohawk College i Utica, New York, fotografi i New Haven, Connecticut och medicin i New York. Jorgensen arbetade även en kortare tid på Pathé News.

## Könskorrigeringen
När Jorgensen återvände till New York efter sin militärtjänst, började hon bli alltmer bekymrad över sin "brist på manlig fysisk utveckling". Hon hade hört talas om möjligheten att genom kirurgi genomgå en könskorrigering, och började använda det kvinnliga hormonläkemedlet etinylestradiol på eget bevåg. 
Hon forskade vidare i ämnet tillsammans med en Dr Joseph Angelo, make till en av Jorgensens klasskamrater under medicinstudierna. Hon planerade en resa till Sverige, där hon hade funnit den enda läkare i världen som utförde denna typ av kirurgi vid den tidpunkten. Vid en mellanlandning i Köpenhamn för att besöka släktingar, träffade dock Jorgensen Christian Hamburger, en dansk endokrinolog och specialist på rehabiliterande hormonell behandling. Hon blev kvar i Danmark, och under uppsikt av Dr Hamburger fick hon påbörja en hormonbehandling, och så småningom genomgå en rad operationer.
Under denna första omgång av operationer i Köpenhamn, kastrerades Jorgensen. Genom ett särskilt tillstånd från den danska justitieministern, fick Jorgensen sina testiklar avlägsnade och ett år senare hennes fortfarande outvecklade penis borttagen. Hon fick höga doser av hormoner, vilket ledde till mer kvinnlig kroppsform. Flera år senare genomgick hon vaginoplastik, när detta blivit möjligt att genomföra i USA.
Jorgensen valde namnet Christine för att hedra Dr Christian Hamburger. Hon blev en talesman för transsexuellas och transgender-personer.

## Publicitet
Könskorrigeringen blev en mediasensation den 1 december 1952 när New York Daily News hade ett förstasidesrepotage med rubriken "Ex-GI Becomes Blonde Beauty" (f.d soldat blir blond skönhet) som tillkännagav att man i Danmark genomfört det första könskorrigering. 
Detta påstående var dock inte helt sant eftersom den typen av operation hade utförts av banbrytande tyska läkare i slutet av 20- och början av 1930-talet. Tyska Dora Richter och den danska konstnären Lili Elbe, båda patienter hos Dr Magnus Hirschfeld vid Institutet för Sexuell Vetenskap i Berlin, var mottagare av sådan behandling under 1920-talet och tidiga 1930-talet. Vad som var annorlunda i Jorgensens fall var hormonbehandlingen.
När Jorgensen återvände till New York i februari 1953 blev hon omedelbart känd. Det har funnits spekulationer om att Jorgensen läckte sin berättelse till pressen, för att genom denna publicitet skapa en plattform vilken hon använde för att nå mer än berömmelse. Radioprataren Barry Gray frågade henne om alla skämt som uppkom om henne på 1950-talet störde henne. Hon skrattade och sa att hon inte brydde sig alls. Motsatsen visades dock Dick Cavetts show då Cavett frågade om hennes romantiska liv med sin "fru", varpå Jorgensen lämnade studion. Eftersom hon var den enda regelbundna gästen, tillbringade Cavett resten av showen genom att tala om hur han inte hade menat att såra henne.

## Senare liv
Efter att underlivskirurgin genomförts planerade Jorgensen att gifta sig med statistikern John Traub men förlovningen bröts. Under 1959 meddelade hon att hon förlovat sig med Howard J. Knox, en maskinskrivare i Massapequa, New York, där hennes far hade byggt henne ett hus efter hennes könskorrigering. Paret fick dock ingen äktenskapslicens eftersom Jorgensens födelseattest fortfarande påvisade att hon biologiskt sett var en man. I en rapport om de brutna förlovningarna i The New York Times noterades att Knox hade förlorat sitt jobb i Washington DC när hans förlovning med Jorgensen blev känd.
Under 1970- och 1980-talet turnerade Jorgensen på olika universitet och andra mötesplatser för att tala om sina erfarenheter. Hon var känd för sin direkthet och krävde en gång en ursäkt från Spiro T. Agnew, USA:s vicepresident, när han kallade en annan politiker för "republikanska partiets Christine Jorgensen".
Jorgensen har också arbetat som skådespelerska, nattklubbsunderhållerska och spelat in ett antal låtar. I hennes nattklubbsrepertoar ingick flera sånger, däribland "I Enjoy Being a Girl" och i slutet gjorde hon ett snabbt klädbyte till Wonder Woman-kostym vilket hon fick sluta med på grund av upphovsrätten. Hon skapade då en egen karaktär, "Superwoman", med ett stort "S" på mantel. Jorgensen fortsatte med sin föreställning framförallt på Freddy's Supper Club på Upper East Side av Manhattan fram till hösten 1982. Under 1984, återvände Jorgensen till Köpenhamn för att uppträda med sin show och fanns med i den danska dokumentärfilmen om transsexuellitet, Paradiset ikke til salg.
Jorgensen sade år 1989, samma år som hon dog, att hon hade gett den sexuella revolutionen "en rejäl spark i baken". Hon dog av lungcancer vid 62 års ålder.

## Christine Jorgensen i media
Louis Farrakhan hade en tidig karriär som calypso-sångare under namnet The Charmer och spelade in en låt om Jorgensen vid namn "Is She Is Or Is She Ain't".
Jorgensen nämns i filmen Ed Wood från 1994 som inspiration till filmen som blev Glen or Glenda. Hon är också föremål för en 1970-talsfilm, The Christine Jorgensen Story. Paralleller dras även till Jorgensen i TV-serien Quantum Leap i avsnittet "What price Gloria".